# Зар је важно да л’ се пева или пјева
Зар је важно да л’ се пева или пјева је осамнаести студијски албум певачице Лепе Брене. Издат је 1. марта 2018. године за Grand Production, после скоро седам година паузе, не рачунајући албум Изворне и новокомпоноване народне песме. Продуцент је Атеље траг.

## Списак песама
| №               | Назив                                | Аутор(и)                              | Продуцент(и)                          | Трајање |  |
| 1.              | Зар је важно да л’ се пева или пјева | Драган Брајовић Браја                 | Драган Брајовић Браја Драган Брајовић | 4.10    |  |
| 2.              | Болиш и не пролазиш                  | Филип Живојиновић Брајовић            | Филип Живојиновић Брајовић            | 3.44    |  |
| 3.              | Срећна жена                          | Марина Туцаковић                      | Марко Перуничић Небојша Арежина       | 3.19    |  |
| 4.              | А како ћу ја                         | Пеђа Меденица                         | Пеђа Меденица                         | 4.07    |  |
| 5.              | Као нова                             | Брајовић                              | Брајовић                              | 3.30    |  |
| 6.              | Кад једно воли за обоје              | Раденко Митровић Миладин Богосављевић | Атеље траг                            | 4.19    |  |
| 7.              | Све смо ми криве                     | Туцаковић                             | Дамир Хандановић                      | 3.03    |  |
| 8.              | Боље не                              | Туцаковић                             | Перуничић Арежина                     | 3.20    |  |
| 9.              | Сигурно                              | Брајовић                              | Бојан Васић                           | 3.35    |  |
| 10.             | Тако си јуче                         | Миторвић Богосављевић                 | Ратковић                              | 3.37    |  |
| Укупно трајање: | Укупно трајање:                      | Укупно трајање:                       | Укупно трајање:                       | 35.24   |  |